# Chris Chelios
Christos Kostas Tselios (Chicago, Illinois, 25 de enero de 1962 en ) es un defensa de hockey sobre hielo profesional retirado estadounidense. Jugó su carrera como jugador de los Chicago Blackhawks, Montreal Canadiens, Detroit Red Wings y Atlanta Thrashers de la National Hockey League (NHL). Chelios ganó la Copa Stanley en 2008 y también fue capitán de los Chicago Blackhawks de 1995 a 1999. Fue admitido en el Salón de la Fama del Hockey el 9 de julio de 2013.
| Precedido por Dirk Graham | Capitán de los Blackhawks de Chicago 1995–99 | Sucedido por Doug Gilmour |

- Datos: Q715377
- Multimedia: Chris Chelios / Q715377